# عودة الغوالبة
تعتبر قرية'العودة من القرى العراقية الزراعية الغنية بالمحاصيل الزراعية، وتقع إلى الشمال الغربي من قضاء الخالص ضمن محافظة ديالى العراقية، كما تمتاز بموقعها الرابط بين محافظتين هما ديالى وصلاح الدين، يمتهن أغلب سكان هذه القرية وكذلك القرى المجاورة لها مهنة الفلاحة، حيث تزرع فيها العديد من المحاصيل الزراعية الصيفية والشتوية ومنها الرقي والبطيخ وكذلك الحنطة...ومن الناحية العلمية فقد تخرج من أبنائها العديد من التربويين والمهندسين والأطباء... ولا تزال هذه القرية معطاءة بكل جوانب الحياة..'
يذكر أنّ هذه القرية أُسست في العام1974م

## وصلات داخلية
قرية العودة

## روابط خارجية
قرية العودة الخالص